# A keresztyén egyház történelme (Warga)
A Warga Lajos-féle A keresztyén egyház történelme egy igen nagy terjedelmű 19. századi magyar könyv, amely a kereszténység egyháztörténelmével foglalkozik.

## Története
Warga Lajos református teológus volt, egyben 1869 és 1900 között a nagymúltú Sárospataki Református Kollégiumban az egyháztörténelem tárgy tanára. Hallgatói adták ki 1870-tól Sárospatakon Keresztyén egyháztörténelem címen 2 kötetben kutatásainak anyagát. A III. kötetet Warga már nem tudta befejezni, ennek anyagát először a II. kötethez csatolták a hallgatók.
1880–1887-ben egy, átdolgozott második kiadás is napvilágot látott. A III. kötet nem jelent meg, azon Warga 1900-ban bekövetkezett haláláig dolgozott. 24 ívet (kb. 380 oldal) ki is nyomtatott, a többi részét kéziratban hagyta. Azonban a kézirat sem volt teljes.
A 2. kiadás után 20 évvel később szükségessé vált egy 3. kiadás, amelyet a tudós Zoványi Jenő (ugyancsak sárospataki teológiai tanár) készített elő, egyben megírta a 3. kötet befejezését, amely ennek a kötetnek körülbelül az 1/10-ed része volt. (A protestáns theológiai tudomány a hollandoknál, angoloknál és franciáknál). A 3. kiadás a Református Egyházi Könyvtár-sorozatban látott napvilágot 1906 és 1908 között.

## Tartalma
A eredeti, 2. kiadásos formában 1349 oldal – míg végső, a 3. kötet kéziratának Zoványi által bővített kiadásában 2175 oldal – terjedelmű mű egyike a valaha megjelent legnagyobb magyar egyháztörténelmi munkáknak. A mű egy rövid fejezetben az egyháztörténelem fogalmát tisztázza, majd főbb fejezetei időrendben tárgyalják az egyes egyháztörténelmi eseményeket az őskereszkereszténység idejétől a 19. századig, a középkortól kezdve kiegészítve a magyar kereszténység jelentősebb mozzanataival. Warga alkotása igen részletesen, és nagy mennyiségű jegyzetanyagot is tartalmaz.
A 2. kiadás I. kötetének Előszavában a szerző így fogalmaz:
„Arra törekedtem, hogy hallgatóim kezébe oly könyvet adjak, melynek az iskolai pálya bevégzése után is hasznát vehessék, s melyet a keresztyén eszmék és egyház fejlődése iránt érdeklődő, bármely párthoz tartozó, keresztyén atyámfiai is nyugodtan forgathassanak. Új elméletek, új kérdések feszegetésével hatást keresni nem akartam; csak azt igyekeztem elérni, hogy az események láncolata, az igazság fényénél, kellő világitást nyerjen, érthető legyen. Ezen igazság is csak relativ (= emberi) értelemben veendő; mert embernek az igazságot ugy vizsgálni, hogy egyéniségét absolute megtagadja, nem adatott meg. A multat, az életet lefényképezni nem lehet ; mert a múlt a mi kedvünkért halottaiból fel nem támad s előttünk egy pillanatra sem áll meg. Az ember, ha van s ha hozzáférhet, elészedegeti a múltnak emlékeit, hogy azokból alkosson képet; midőn azokba belemerül arról győződik meg. hogy azokat is emberek csinálták, mégpedig ugy csinálták, hogy saját maguk vagy pártjuk érdekét sem feledték ki a számításból; most nagyító, majd kicsinyítő, világos vagy sötét szemüveget használtak. [...] Azon kép, melyet a múltról igyekeztem összeállitni, csak vázlat névre tart igényt, s ha egynehány találó vonást sikerült rajzolnom, munkáin nem veszett kárba. A cultura rétege, a por és hamu, majd ezt is eltemeti, mint ezer meg ezer társait; de e rétegből új tenyészet fakad, s e tenyészetben egy sejtet betölt majd ez is.”

## Elektronikus elérhetőség
A 2. kiadás 2 kötete elektronikusan elérhető az Archive.org honlapján:  I. kötet, II. kötet

## Az I. kiadás kötetbeosztása
| Kötetszám | Kötetcím                                                                                | Kiadási év | Oldalszám |
| --------- | --------------------------------------------------------------------------------------- | ---------- | --------- |
| I.        | A reformatio előtti korszak, vagy a katholiczismus fejlődése az egyház egyetemes uralma | 1870       | 529       |
| II        | A reformatio utáni korszak                                                              | 1876       | 735       |

## A II. kiadás kötetbeosztása
| Kötetszám | Kötetcím                                                                                              | Kiadási év | Oldalszám |
| --------- | --- | ---------- | --------- |
| I.        | A reformatio előtti korszak, vagy a katholicismus fejlődése, az egyház egyetemes uralma és hanyatlása | 1880       | 529       |
| II.       | A reformáció utáni korszak, vagy a protestantismus fejlődése és az államok független uralma           | 1887       | 820       |

## A III. kiadás kötetbeosztása
| Kötetszám | Kötetcím | Kiadási év | Oldalszám |
| --------- | --- | ---------- | --------- |
| I.        | A reformáció előtti korszak, a katholicizmus fejlődése, az egyház egyetemes uralma és fejlődése                                  | 1906       | 566       |
| II.       | A reformáció utáni korszak, vagy a protestantizmus fejlődése s az államok független uralma                                       | 1906       | 863       |
| III.      | A reformáció utáni korszak, vagy a protestantizmus fejlődése s az államok független uralma. Folytatás 1814-től 1890–1892. tájáig | 1908       | 746       |